# Воден нощник
Водният нощник (Myotis daubentonii) е вид дребен бозайник от семейство Гладконоси прилепи (Vespertilionidae). Разпространен е в голяма част от Евразия от Британските острови до Камчатка, Япония, Южен Китай и Асам. В България се среща рядко, главно в планински местности.
Myotis daubentonii е наречен на френския естественик Луи-Жан-Мари Добантон.
Водният нощник е сравнително дребен, с маса 7-14 g, дължина на тялото с главата 42-55 mm и размах на крилете 250-275 mm. Гърбът е тъмнокафяв, понякога с червен оттенък, а коремът е сивкав. Муцуната е тъмна, а ушите и летателните мембрани - кафява. Има най-късите уши сред нощниците, срещащи се в Европа. Крилата са сравнително широки, а опашката се подава с около 3 mm извън летателната мембрана.
Водният нощник живее в гористи местности, най-често в близост до водоеми. През лятото живее в разнородни убежища – хралупи на дървета, подпокривни пространства, пещери, дори под мостове. Зимува в пещери или скални пукнатини. Летните размножителни колонии наброяват от 20 до 200 екземпляра. Копулацията протича през есента и зимата, като женските раждат по едно малко през юни-юли. Продължителността на живота е около 20 години.
При полет водният нощник се ориентира чрез ехолокация, като излъчва честотномодулирани сигнали с честота около 42 kHz. Храни се главно с летящи насекоми, които улавя нощем по повърхността на водоеми или над нея. Полетът е бърз и ловък, 5-40 см от повърхността на водата. Улавя насекомите с краката си или опашната мембрана от водната повърхност. Храни се с нощни пеперуди, Diptera, листни въшки, Hymenoptera и други насекоми.  Най-често ловува на малки групи или по двойки, като по време на лов може да се отдалечи на 6-10 km от жилището си.